# Fredrik Meltzer
Fredrik Meltzer (29. september 1779 i Bergen—15. december 1855) var en norsk forretningsmand og Stortingsrepræsentant, far til Harald Meltzer. 
Meltzer fik i England og Frankrig praktisk uddannelse til handelsmand og åbnede c. 1802 en forretning på Tyskebryggen. Efter at han havde været medlem af Rigsforsamlingen på Eidsvold 1814, repræsenterede han sin fødeby på Stortingene 1821, 1822, 1824, 1827 og 1828, hvor han øvede megen indflydelse i de mange vigtige spørgsmål vedkommende bank- og pengevæsen. Han var senere medlem af de kongelige kommissioner angående købstædernes skattevæsen (1843) og af den konglige fiskerilovkommission (1840). Han var fra 1816 bankadministrator i Bergen, senere overfiskevrager og børskommissær samt fransk vicekonsul. Hans dagbøger fra 1814 og 1821 har været benyttede i monografier af dattersønnen F.M. Wallem og professor Ludvig Daae.